# Constante de Gelfond-Schneider
La constante de Gelfond–Schneider se define como:
{\displaystyle 2^{\sqrt {2}}=2.6651441...}.
Rodion Kuzmin demostró que era un número trascendente. Aleksandr Gelfond demostró en 1934 el teorema de Gelfond-Schneider, más general, y con ello resolvió completamente la parte del séptimo problema de Hilbert que se describe más adelante.
La raíz cuadrada de este número es el también número trascendente 
{\displaystyle {\sqrt {2}}^{\sqrt {2}}=1.6325269...}
que sirve para mostrar que un número irracional elevado a la potencia de un número irracional a veces puede producir un número racional, ya que este número elevado a √2 es igual a 2.

## Séptimo problema de Hilbert
Parte del séptimo de los veintitrés problemas de Hilbert planteados en 1900 consistía en demostrar (o, en su caso, encontrar un contraejemplo que refutase la conjetura) que ab siempre es trascendente para todo número algebraico a≠0,1 y para todo número algebraico irracional b. En el discurso dio explícitamente dos ejemplos, uno de los cuales era la constante de Gelfond-Schneider 2√2.
En 1919 pronunció un discurso sobre teoría de números y habló sobre tres conjeturas: la hipótesis de Riemann, el último teorema de Fermat y la trascendencia de 2√2. Dijo que no esperaba que ninguno de los asistentes viviera lo suficiente como para ver una demostración de este último resultado. Sin embargo, el resultado de la trascendencia de este número fue publicado en 1934, en vida de Hilbert.
El trabajo de Kuzmin demostró el caso en que el exponente b es un número real cuadrático.